# Estevia (edulcorante)

El esteviol es el componente básico de los glucósidos dulces de la estevia.

La estevia es una planta de la especie Stevia rebaudiana bertoni de la que se obtienen varios beneficios como endulzante. En Paraguay, se la conoce desde hace siglos como kaá jeé (ka'a he'ẽ, en guaraní), que significa "hierba dulce". Se puede emplear la estevia en extractos crudos (hoja de plantas criollas), así como en presentación líquida o sólida de color oscuro, ya que al ser procesados los extractos en laboratorio podemos obtener un poderoso edulcorante y sustituto del azúcar. El nombre fue dado por Moisés Santiago Bertoni, en honor al botánico, médico y humanista español Pedro Jaime Esteve.
El gusto de estevia tiene un comienzo lento y una duración más larga que la del azúcar, y algunos de sus extractos pueden tener un regusto amargo o a regaliz en altas concentraciones. Los extractos de glucósidos de esteviol, que tienen hasta 300 veces el dulzor del azúcar, han llamado la atención de los consumidores que demandan cada vez más edulcorantes bajos en carbohidratos, bajos en azúcar. Debido a que la estevia tiene un efecto insignificante en la glucosa en sangre, es atractivo para las personas con dietas bajas en carbohidratos.
La disponibilidad de estevia varía según el país. En Paraguay se ha usado desde hace siglos, el nombre en guaraní es Ka'a he'e como es comúnmente conocido. En Japón se viene usando ampliamente desde hace décadas. En algunos países los problemas de salud y controversias políticas han limitado su disponibilidad; por ejemplo en Estados Unidos se prohibió la estevia en la década de 1990 a menos que estuviera etiquetado como un suplemento dietético, pero desde 2008 se han aceptado varios extractos de glucósido específicos al estar generalmente reconocido como seguro para su uso como aditivo alimentario. Con los años, el número de países en los que está disponible la estevia como edulcorante ha ido en aumento. En 2011, la estevia fue aprobada para su uso en la Unión Europea, con el código E960.

## Historia y uso

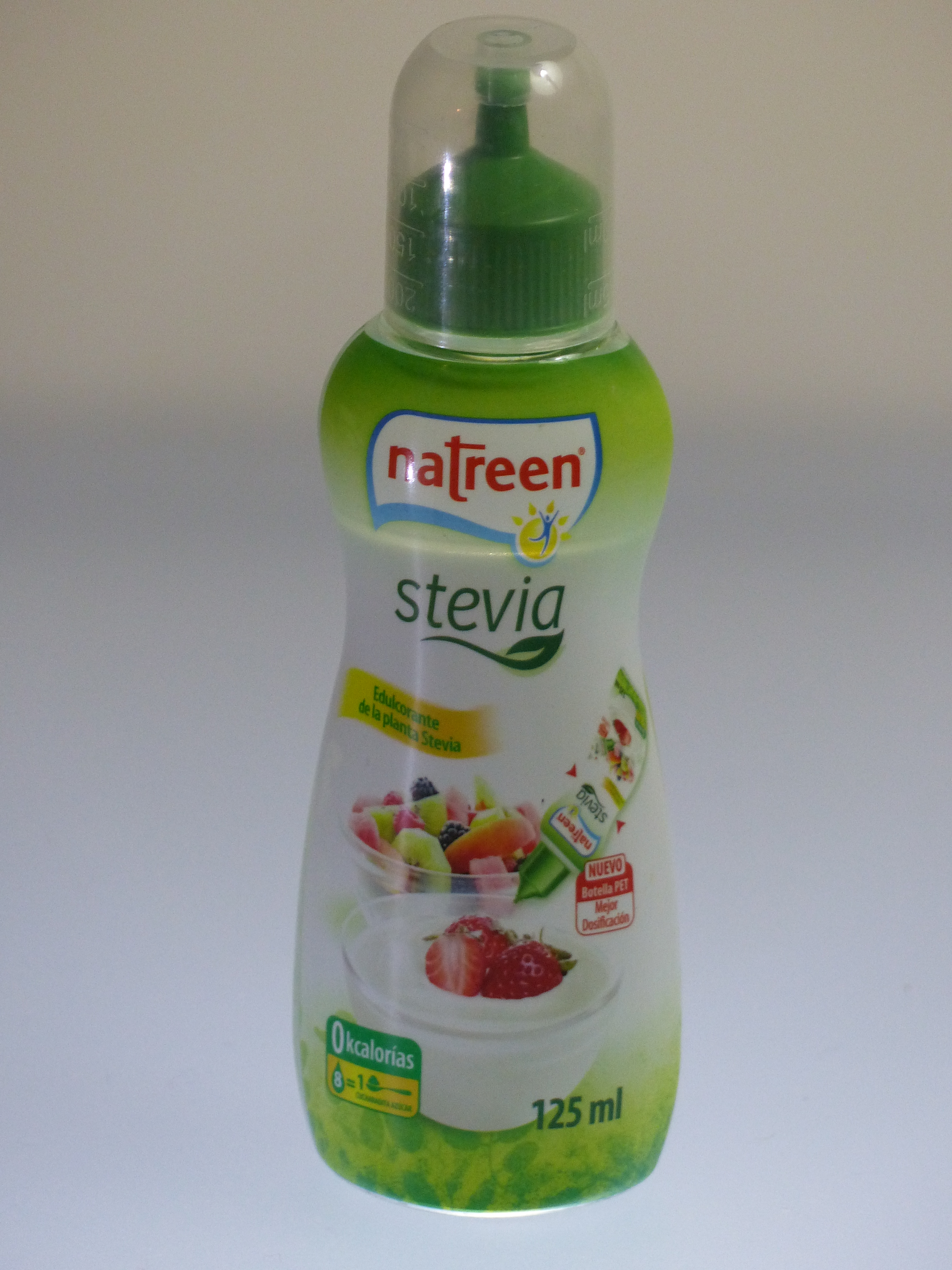
Bote de estevia a la venta en España

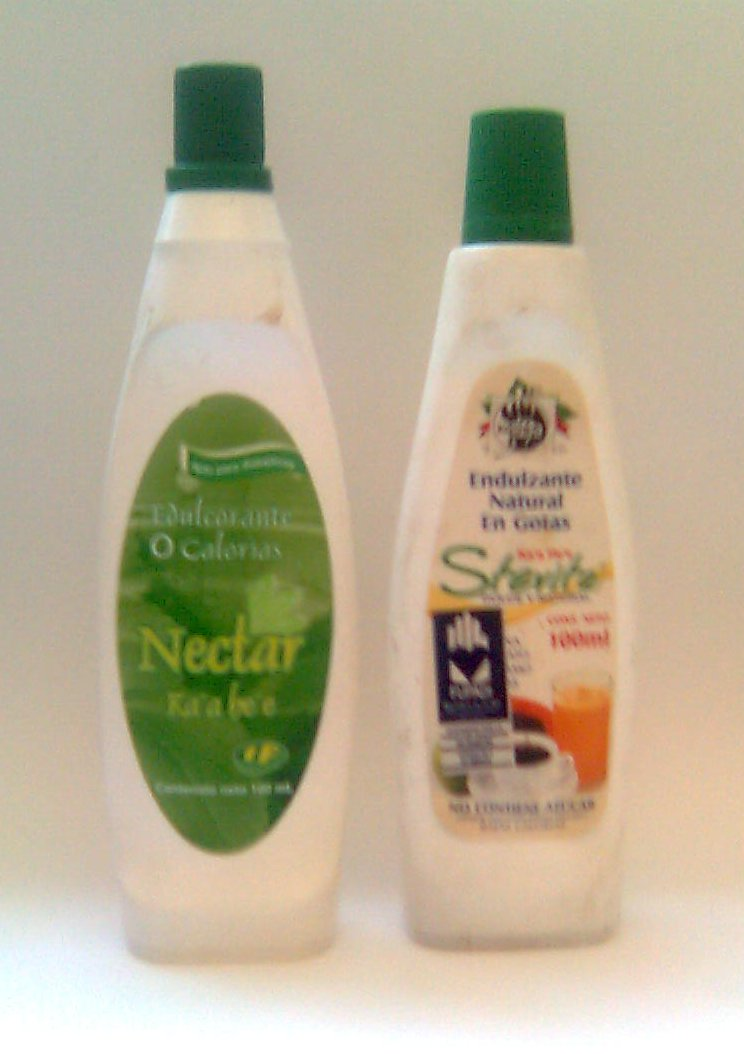
Extracto de estevia a la venta en un supermercado de Paraguay.

La planta Stevia rebaudiana tiene una larga historia de uso etnomédico por los guaraníes, habiendo sido utilizada ampliamente por ellos desde hace más de 1.500 años. Las hojas se han utilizado tradicionalmente durante cientos de años en Paraguay para endulzar tés locales y medicamentos.
En 1899 el botánico suizo Moisés Santiago Bertoni, lo identificó taxonómicamente mientras realizaba investigaciones en el este de Paraguay, fue quien le dio el nombre de Stevia en honor al botánico, médico y humanista valenciano del siglo XVI Pedro Jaime Esteve, quien la investigó por primera vez con la llegada de las nuevas especies de plantas a España. Solo se llevó a cabo una investigación limitada sobre el tema hasta que en 1931 dos químicos franceses aislaron los glucósidos de la estevia que dan su sabor dulce. Estos compuestos, esteviósidos y el rebaudiósidos, son 250-300 veces más dulces que la sacarosa y son estables al calor, con pH estable, y no fermentables.
La estructura exacta de la aglicona y el glicósido se publicó en 1955.
A principios de la década de 1970, edulcorantes como el ciclamato y la sacarina fueron sospechosos de ser cancerígenos. En consecuencia, Japón comenzó a cultivar la estevia como una alternativa. Las hojas de la planta, así como el extracto acuoso de las hojas y esteviósidos purificados, fueron desarrollados como edulcorantes. El primer edulcorante comercial de estevia en Japón fue producido por la firma japonesa Morita Kagaku Kogyo Co., Ltd en 1971. Los japoneses han estado usando estevia en alimentos y bebidas carbonatadas, como Coca Cola, y para consumo en la mesa. Japón consume actualmente más estevia que cualquier otro país, donde representa el 40% del mercado de los edulcorantes.
A mediados de 1980, la estevia comenzó a ser popular en las industrias de alimentos naturales y de alimentos saludables en los Estados Unidos como edulcorante natural no calórico de tés y de suplementos para la pérdida de peso. NutraSweet, el fabricante del edulcorante sintético aspartamo, solicitó a la Administración de Alimentos y Medicamentos de Estados Unidos que pidiera pruebas de la hierba.
En mayo de 2023, la OMS publicó una nueva recomendación que desaconsejó el uso de edulcorantes no calóricos, por considerar que no son eficaces para bajar de peso y porque aumentan el riesgo de diabetes tipo 2, enfermedades cardiovasculares y muerte prematura en adultos. En ese grupo de edulcorantes comunes figuraban el acesulfamo K, aspartamo, advantamo, ciclamatos, neotamo, sacarina, sucralosa, estevia y sus derivados como los que se deben evitar.
Hoy en día, la Stevia rebaudiana se cultiva y utiliza para endulzar alimentos en países de Asia Oriental como Japón, China (desde 1984), Corea, Taiwán, Tailandia y Malasia. También se puede encontrar en San Cristóbal y Nieves, Brasil, Colombia, Perú, Paraguay, Uruguay e Israel. China es el mayor exportador mundial de esteviósidos.
Las plantas de Stevia paraguayensys, que se encuentran en estado salvaje en hábitats semiáridos que van desde pastizales a terrenos montañosos, producen semillas, pero solo un pequeño porcentaje de las semillas germinan. La plantación de estevia mediante esquejes es un método más eficaz para la reproducción.

### Medicina popular
Durante siglos, los pueblos guaraníes de Paraguay han utilizado Stevia rebaudiana, que llamaron ka'a he'ê ("hierba dulce"), como edulcorante en la yerba mate y en otros alimentos, y como un agente medicinal.

## Disponibilidad

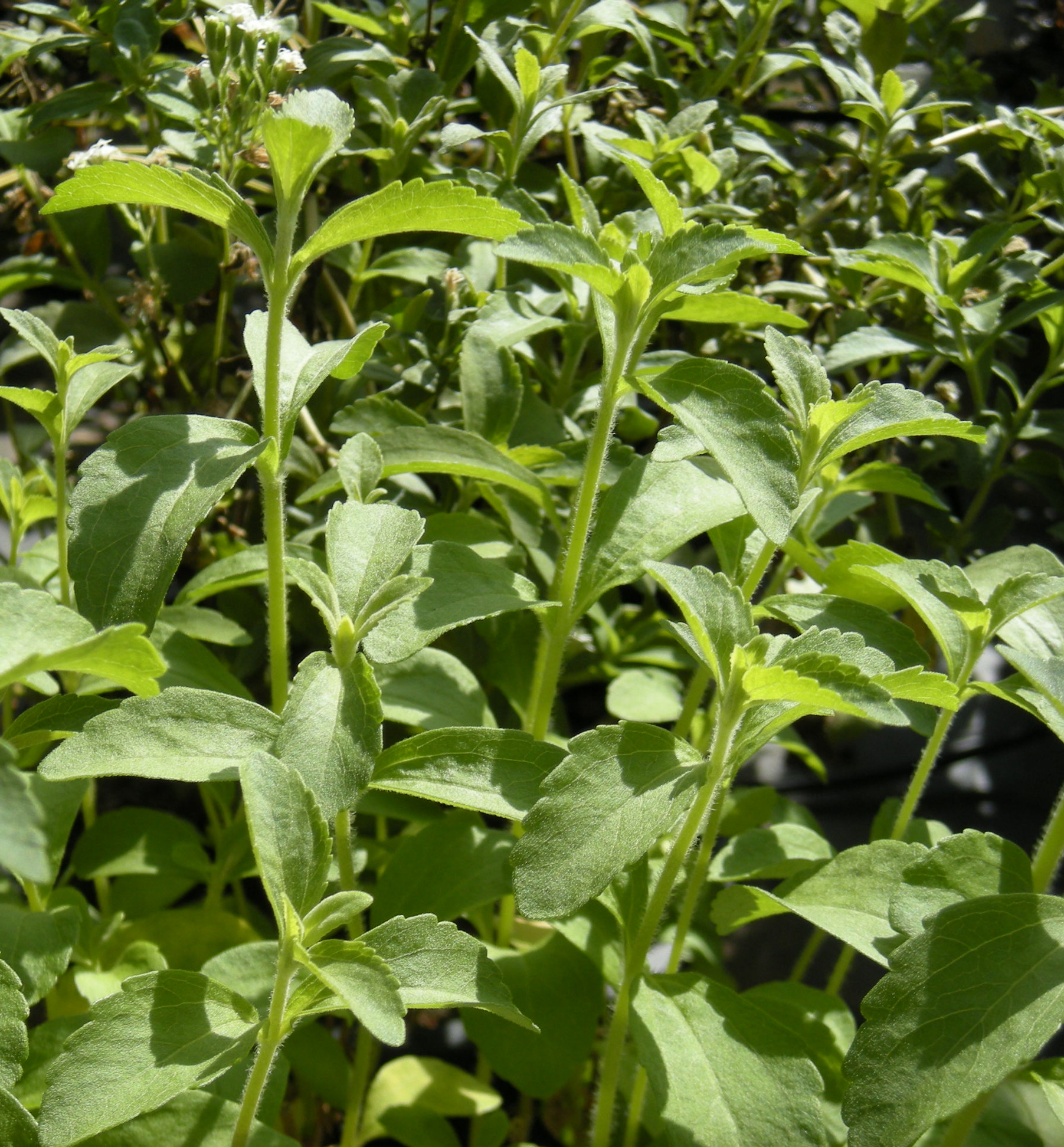
Stevia rebaudiana puede cultivarse legalmente en la mayoría de los países, aunque algunos países restringen su uso como edulcorante.

Ampliamente utilizado como edulcorante
- Japón (1970)[16]
- Bolivia
- Paraguay

Disponible como aditivo alimenticio (Aprobado por la agencia reguladora)
- Bolivia- Aprobado por IBNORCA (Instituto Boliviano de Normalización y Calidad) (septiembre de 2012)

- Australia y Nueva Zelanda (octubre de 2008)[17] – Todos los extractos de glucósidos de esteviol
- Brasil (1986)[16] – Extracto de esteviósidos
- Hong Kong (glucósidos de esteviol, enero de 2010)[18]
- Israel (enero de 2012)[19]
- México (2009)[16] – mezclas de glucósidos de esteviol, no como extracto solo
- Noruega (junio de 2012) - como aditivo alimenticio[20] – Glucósidos de esteviol E 960. En septiembre de 2012 la planta en sí misma todavía no ha sido aprobada.
- Rusia (2008) – los esteviósidos están permitidos en la "mínima dosis requerida" para conseguir el objetivo del aditivo edulcorante.[21]
- Singapur (2005): los glucósidos de esteviol están permitidos como edulcorante de algunos alimentos.[22] Anteriormente estaban prohibido.[23]

Disponible como aditivo alimenticio y suplemento dietético
- Canadá (noviembre de 2012)
  - Los glucósidos de esteviol empezaron a estar disponibles como aditivo alimenticio el 30 de noviembre de 2012.[24]
- Ecuador son glicósidos de esteviol (principalmente el esteviósido y el rebaudiósido) , que tienen hasta 150 veces el dulzor del azúcar en 2010, la Autoridad Europea de Seguridad Alimentaria estableció una Aceptable Ingesta Diaria (ADI) de 4 mg / kg / día de steviol, en forma de glicósidos de steviol.
  - Las hojas de Stevia rebaudiana y los extractos están disponibles como suplementos dietéticos.
- Unión Europea – Los glucósidos de esteviol están permitidos como aditivo alimenticio desde el 2 de diciembre de 2011.[4][5][16][25][26]
- Estados Unidos:
  - La Rebaudiósido A purificada es Generalmente Reconocido Como Segura (Generally Recognized as Safe (GRAS)) desde diciembre de 2008[27][28] y, en consecuencia, está disponible como aditivo alimenticio/edulcorante desde dicha fecha y vendido bajo varios nombres comerciales.
  - Las hojas de Stevia rebaudiana y los extractos están disponibles como suplementos dietéticos (1995), pero la FDA no incluyó este producto en su decisión de 2008 (no son consideradas GRAS).
- Indonesia (2012)
  - Los glucósidos de esteviol están aprobados desde 2012 como aditivos alimenticios.[29]
  - Las hojas de Stevia están disponibles como suplemento dietético.

Disponible (estado regulatorio sin verificar)
- Argentina,[30] Chile, China (1984), Colombia,[30] Costa Rica, Corea, Malasia, Ecuador, Perú, Filipinas, Arabia Saudita, Taiwán, Tailandia, Turquía, Emiratos Árabes Unidos, Uruguay y Vietnam[30]